# New Cross Gate állomás
A New Cross Gate a londoni Overground egyik állomása a 2-es zónában, az East London line érinti.

## Története
Az állomást 1839. június 5-én adták át New Cross néven a London and Croydon Railway részeként. Mai nevét 1923 júliusában kapta. 1884-től 1906-ig, illetve 1913-tól 1939-ig a District line és a Metropolitan line vonatai is érintették az állomást. 2010. április 27-étől az újraindított East London line egyik állomása.

## Forgalom
| Járat    | Útvonal | Gyakoriság    |
| -------- | --- | ------------- |
|          | Highbury & Islington – Canonbury – Dalston Junction – Haggerston – Hoxton – Shoreditch High Street – Whitechapel – Shadwell – Wapping – Rotherhithe – Canada Water – Surrey Quays – New Cross Gate – Brockley – Honor Oak Park – Forest Hill – Sydenham – Crystal Palace                                         | 15 percenként |
|          | Highbury & Islington – Canonbury – Dalston Junction – Haggerston – Hoxton – Shoreditch High Street – Whitechapel – Shadwell – Wapping – Rotherhithe – Canada Water – Surrey Quays – New Cross Gate – Brockley – Honor Oak Park – Forest Hill – Sydenham – Penge West – Anerley – Norwood Junction – West Croydon | 15 percenként |
| Southern | London Bridge – New Cross Gate – Brockley – Honor Oak Park – Forest Hill – Sydenham (– tovább Crystal Palace, Penge West és Norwood Junction felé) | 10 percenként |

## Átszállási kapcsolatok
| Állomás        | Átszállási kapcsolatok                |
| -------------- | ------------------------------------- |
| New Cross Gate | Helyi buszok (New Cross Gate Station) |

## Fordítás
- Ez a szócikk részben vagy egészben  a   New Cross Gate railway station című angol Wikipédia-szócikk fordításán alapul.  Az eredeti cikk szerkesztőit annak laptörténete sorolja fel. Ez a jelzés csupán a megfogalmazás eredetét és a szerzői jogokat jelzi, nem szolgál a cikkben szereplő információk forrásmegjelöléseként.